# Сант-Астеба-Сасрубірас
Сант-Асте́ба-Сасрубі́рас (кат. Sant Esteve Sesrovires, вимова літературною каталанською [sant əs'tεbə səsɾu'biɾəs]) - муніципалітет, розташований в Автономній області Каталонія, в Іспанії. Код муніципалітету за номенклатурою Інституту статистики Каталонії - 82080. Знаходиться у районі (кумарці) Баш-Любрагат (коди району - 11 та BT) провінції Барселона, згідно з новою адміністративною реформою перебуватиме у складі баґарії (округи) Барселона. 

## Населення
Населення міста (у 2007 р.) становить 6.704 особи (з них менше 14 років - 17,9%, від 15 до 64 - 71,1%, понад 65 років - 10,9%). У 2006 р. народжуваність склала 75 осіб, смертність - 34 особи, зареєстровано 32 шлюби. У 2001 р. активне населення становило 2.624 особи, з них безробітних - 196 осіб.

Серед осіб, які проживали на території міста у 2001 р., 3.708 народилися в Каталонії (з них 1.058 осіб у тому самому районі, або кумарці), 1.402 особи приїхали з інших областей Іспанії, а 300 осіб приїхало з-за кордону. 

Вищу освіту має 10,9% усього населення. 

У 2001 р. нараховувалося 1.734 домогосподарства (з них 14,1% складалися з однієї особи, 26,9% з двох осіб,22,8% з 3 осіб, 26% з 4 осіб, 6,8% з 5 осіб, 1,8% з 6 осіб, 0,9% з 7 осіб, 0,4% з 8 осіб і 0,3% з 9 і більше осіб).

Активне населення міста у 2001 р. працювало у таких сферах діяльності : у сільському господарстві - 0,7%, у промисловості - 37,6%, на будівництві - 8,8% і у сфері обслуговування - 52,9%. 

 У муніципалітеті або у власному районі (кумарці) працює 3.197 осіб, поза районом - 1.530 осіб.

### Доходи населення
У 2002 р. доходи населення розподілялися таким чином :
| \| Доходи населення за статтями доходів \| Доходи населення за статтями доходів \| Доходи населення за статтями доходів \| \| Рік \| 2002 р. \| 2001 р. \| \| ------------------------------------ \| ------------------------------------ \| ------------------------------------ \| \| Заробітна платня \| 71,6% \| 71,3% \| \| Доходи від ведення бізнесу \| 16,7% \| 17,7% \| \| Соціальна допомога \| 11,7% \| 11% \| |         |         |
| Доходи населення за статтями доходів |         |         |
| Рік | 2002 р. | 2001 р. |
| Заробітна платня | 71,6%   | 71,3%   |
| Доходи від ведення бізнесу | 16,7%   | 17,7%   |
| Соціальна допомога | 11,7%   | 11%     |

### Безробіття
У 2007 р. нараховувалося 214 безробітних (у 2006 р. - 209 безробітних), з них чоловіки становили 40,2%, а жінки - 59,8%.

## Економіка
У 1996 р. валовий внутрішній продукт розподілявся по сферах діяльності таким чином :
| \| Валовий внутрішній продукт \| Валовий внутрішній продукт \| Валовий внутрішній продукт \| \| Рік \| 1996 р. \| 1991 р. \| \| -------------------------- \| -------------------------- \| -------------------------- \| \| Сільське господарство \| 0,2% \| 0% \| \| Промисловість \| 63,3% \| 0% \| \| Будівництво \| 4,7% \| 0% \| \| Послуги \| 31,8% \| 0% \| |         |         |
| Валовий внутрішній продукт |         |         |
| Рік | 1996 р. | 1991 р. |
| Сільське господарство | 0,2%    | 0%      |
| Промисловість | 63,3%   | 0%      |
| Будівництво | 4,7%    | 0%      |
| Послуги | 31,8%   | 0%      |

### Підприємства міста

#### Промислові підприємства
| \| Промислові підприємства міста, за сферою діяльності \| Промислові підприємства міста, за сферою діяльності \| Промислові підприємства міста, за сферою діяльності \| \| Рік \| 2002 р. \| 2001 р. \| \| --------------------------------------------------- \| --------------------------------------------------- \| --------------------------------------------------- \| \| Енергетичні та водні ресурси \| 0% \| 0% \| \| Хімія та метали \| 12% \| 10,3% \| \| Переробка металів \| 45,4% \| 45,8% \| \| Продукти харчування \| 9,3% \| 9,3% \| \| Текстиль \| 5,6% \| 5,6% \| \| Виробництво меблів, видання \| 15,7% \| 16,8% \| \| Інше \| 12% \| 12,1% \| \| Усього підприємств \| 108 \| 107 \| |         |         |
| Промислові підприємства міста, за сферою діяльності |         |         |
| Рік | 2002 р. | 2001 р. |
| Енергетичні та водні ресурси | 0%      | 0%      |
| Хімія та метали | 12%     | 10,3%   |
| Переробка металів | 45,4%   | 45,8%   |
| Продукти харчування | 9,3%    | 9,3%    |
| Текстиль | 5,6%    | 5,6%    |
| Виробництво меблів, видання | 15,7%   | 16,8%   |
| Інше | 12%     | 12,1%   |
| Усього підприємств | 108     | 107     |

#### Роздрібна торгівля
| \| Підприємства роздрібної торгівлі міста, за сферою діяльності \| Підприємства роздрібної торгівлі міста, за сферою діяльності \| Підприємства роздрібної торгівлі міста, за сферою діяльності \| \| Рік \| 2002 р. \| 2001 р. \| \| ------------------------------------------------------------ \| ------------------------------------------------------------ \| ------------------------------------------------------------ \| \| Продукти харчування \| 30,4% \| 33,9% \| \| Одяг та взуття \| 7,1% \| 7,1% \| \| Товари для дому \| 19,6% \| 17,9% \| \| Книги та періодичні видання \| 0% \| 0% \| \| Промислова хімічна продукція \| 8,9% \| 10,7% \| \| Продукція, пов'язана з транспортними засобами \| 8,9% \| 7,1% \| \| Інше \| 25% \| 23,2% \| \| Усього підприємств \| 56 \| 56 \| |         |         |
| Підприємства роздрібної торгівлі міста, за сферою діяльності |         |         |
| Рік | 2002 р. | 2001 р. |
| Продукти харчування | 30,4%   | 33,9%   |
| Одяг та взуття | 7,1%    | 7,1%    |
| Товари для дому | 19,6%   | 17,9%   |
| Книги та періодичні видання | 0%      | 0%      |
| Промислова хімічна продукція | 8,9%    | 10,7%   |
| Продукція, пов'язана з транспортними засобами | 8,9%    | 7,1%    |
| Інше | 25%     | 23,2%   |
| Усього підприємств | 56      | 56      |

#### Сфера послуг
| \| Підприємства міста, що працюють у сфері послуг, за діяльністю \| Підприємства міста, що працюють у сфері послуг, за діяльністю \| Підприємства міста, що працюють у сфері послуг, за діяльністю \| \| Рік \| 2002 р. \| 2001 р. \| \| ------------------------------------------------------------- \| ------------------------------------------------------------- \| ------------------------------------------------------------- \| \| Гуртова торгівля \| 16,4% \| 18% \| \| Готелі та готельний бізнес \| 12,2% \| 12,9% \| \| Транспорт та зв'язок \| 23,8% \| 23,6% \| \| Посередницькі фінансові послуги \| 2,1% \| 2,2% \| \| Послуги підприємствам \| 10,6% \| 11,2% \| \| Послуги фізичним особам \| 21,7% \| 18,5% \| \| Нерухомість та ін. \| 13,2% \| 13,5% \| \| Усього підприємств \| 189 \| 178 \| |         |         |
| Підприємства міста, що працюють у сфері послуг, за діяльністю |         |         |
| Рік | 2002 р. | 2001 р. |
| Гуртова торгівля | 16,4%   | 18%     |
| Готелі та готельний бізнес | 12,2%   | 12,9%   |
| Транспорт та зв'язок | 23,8%   | 23,6%   |
| Посередницькі фінансові послуги | 2,1%    | 2,2%    |
| Послуги підприємствам | 10,6%   | 11,2%   |
| Послуги фізичним особам | 21,7%   | 18,5%   |
| Нерухомість та ін. | 13,2%   | 13,5%   |
| Усього підприємств | 189     | 178     |

## Житловий фонд
У 2001 р. 3,8% усіх родин (домогосподарств) мали житло метражем до 59 м2, 25,3% - від 60 до 89 м2, 35,1% - від 90 до 119 м2 і
35,8% - понад 120 м2.

З усіх будівель у 2001 р. 58,2% було одноповерховими, 29,7% - двоповерховими, 10,2
% - триповерховими, 1,6% - чотириповерховими, 0,4% - п'ятиповерховими, 0% - шестиповерховими,
0% - семиповерховими, 0% - з вісьмома та більше поверхами.

## Автопарк
| \| Автомобілі, зареєстровані у місті, за призначенням \| Автомобілі, зареєстровані у місті, за призначенням \| Автомобілі, зареєстровані у місті, за призначенням \| \| Рік \| 2006 р. \| 2005 р. \| \| -------------------------------------------------- \| -------------------------------------------------- \| -------------------------------------------------- \| \| Приватні автомобілі \| 65,6% \| 66,3% \| \| Мотоцикли \| 9,7% \| 9,3% \| \| Вантажівки \| 15,3% \| 15,3% \| \| Трактори \| 2,1% \| 2% \| \| Автобуси та ін. \| 7,3% \| 7% \| \| Усього автомобілів \| 5.854 шт. \| 5.413 шт. \| |           |           |
| Автомобілі, зареєстровані у місті, за призначенням |           |           |
| Рік | 2006 р.   | 2005 р.   |
| Приватні автомобілі | 65,6%     | 66,3%     |
| Мотоцикли | 9,7%      | 9,3%      |
| Вантажівки | 15,3%     | 15,3%     |
| Трактори | 2,1%      | 2%        |
| Автобуси та ін. | 7,3%      | 7%        |
| Усього автомобілів | 5.854 шт. | 5.413 шт. |

## Вживання каталанської мови
У 2001 р. каталанську мову у місті розуміли 95,9% усього населення (у 1996 р. - 96,1%), вміли говорити нею 78,4% (у 1996 р. - 
77,9%), вміли читати 77,6% (у 1996 р. - 74,1%), вміли писати 50,6
% (у 1996 р. - 46,2%). Не розуміли каталанської мови 4,1%.

## Політичні уподобання
У виборах до Парламенту Каталонії у 2006 р. взяло участь 2.871 особа (у 2003 р. - 2.964 особи). Голоси за політичні сили розподілилися таким чином:
| \| Вибори до Парламенту Каталонії \| Вибори до Парламенту Каталонії \| Вибори до Парламенту Каталонії \| \| Рік \| 2006 р. \| 2003 р. \| \| -------------------------------------- \| ------------------------------ \| ------------------------------ \| \| Конвергенція та Єднання (CiU) \| 28% \| 25,6% \| \| Соціалістична партія Каталонії (PSC) \| 31,4% \| 36,6% \| \| Народна партія (PP) \| 9,6% \| 11,7% \| \| Ініціатива за Каталонію — Зелені (ICV) \| 11,9% \| 9,6% \| \| Республіканська лівиця Каталонії (ERC) \| 11,9% \| 15,5% \| \| Громадяни — Громадянська партія (C's) \| 4% \| 0% \| \| Інші \| 3,1% \| 0,9% \| |         |         |
| Вибори до Парламенту Каталонії |         |         |
| Рік | 2006 р. | 2003 р. |
| Конвергенція та Єднання (CiU) | 28%     | 25,6%   |
| Соціалістична партія Каталонії (PSC) | 31,4%   | 36,6%   |
| Народна партія (PP) | 9,6%    | 11,7%   |
| Ініціатива за Каталонію — Зелені (ICV) | 11,9%   | 9,6%    |
| Республіканська лівиця Каталонії (ERC) | 11,9%   | 15,5%   |
| Громадяни — Громадянська партія (C's) | 4%      | 0%      |
| Інші | 3,1%    | 0,9%    |

У муніципальних виборах у 2007 р. взяло участь 3.092 особи (у 2003 р. - 2.982 особи). Голоси за політичні сили розподілилися таким чином:
| \| Муніципальні вибори \| Муніципальні вибори \| Муніципальні вибори \| \| Рік \| 2007 р. \| 2003 р. \| \| -------------------------------------- \| ------------------- \| ------------------- \| \| Конвергенція та Єднання (CiU) \| 14,7% \| 17,4% \| \| Соціалістична партія Каталонії (PSC) \| 48,2% \| 50,9% \| \| Народна партія (PP) \| 4,4% \| 5,8% \| \| Ініціатива за Каталонію — Зелені (ICV) \| 21,2% \| 19,5% \| \| Республіканська лівиця Каталонії (ERC) \| 8,1% \| 6,4% \| \| Громадяни — Громадянська партія (C's) \| 0% \| 0% \| \| Інші \| 3,4% \| 0% \| |         |         |
| Муніципальні вибори |         |         |
| Рік | 2007 р. | 2003 р. |
| Конвергенція та Єднання (CiU) | 14,7%   | 17,4%   |
| Соціалістична партія Каталонії (PSC) | 48,2%   | 50,9%   |
| Народна партія (PP) | 4,4%    | 5,8%    |
| Ініціатива за Каталонію — Зелені (ICV) | 21,2%   | 19,5%   |
| Республіканська лівиця Каталонії (ERC) | 8,1%    | 6,4%    |
| Громадяни — Громадянська партія (C's) | 0%      | 0%      |
| Інші | 3,4%    | 0%      |